# Acrotona embuorum
Acrotona embuorum – gatunek chrząszcza z rodziny kusakowatych i podrodziny rydzenic.
Gatunek ten opisał po raz pierwszy w 1995 roku Roberto Pace na łamach „Revue suisse de Zoologie”. Jako lokalizację typową wskazano Kogari w kenijskim hrabstwie Embu.
Chrząszcz o błyszczącym, wydłużonym w zarysie ciele długości 2,5 mm. Rudobrązowa głowa ma ostre i drobne siateczkowanie oraz powierzchowne, pośrodku zanikłe punktowanie. Czułki mają rudożółte człony pierwszy i drugi oraz rudobrązowe człony pozostałe. Rudobrązowe przedplecze jest siateczkowane jak głowa, a punktowanie ma zatarte. Z kolei na rudobrązowych pokrywach występuje wyraźne siateczkowanie oraz wyraźne punktowanie. Kolor odnóży jest rudożółty z wyjątkiem rudobrązowych ud. Odwłok jest rudobrązowy z brązowymi wolnymi urotergitami trzeciego, czwartego i piątego segmentu.
Owad afrotropikalny, znany wyłącznie z Kenii. Spotkany na rzędnych 800 m n.p.m.